# SBS Golf
SBS Golf è un canale televisivo professionale di golf sudcoreano, proprietà di SBS Medianet, una divisione di Seoul Broadcasting System. È stato lanciato nel 1º giugno 1999.